# A Time to Be Jolly
A Time to Be Jolly – studyjny album winylowy autorstwa Binga Crosby'ego z muzyką bożonarodzeniową wydany przez Daybreak Records w 1971 roku.
Album został wydany ponownie na płytę CD pod nazwą Christmas Album w 1994 roku.

## Lista utworów
Cztery utwory zostały nagrane 16 listopada 1970 r., a pozostałe zostały dograne przez Crosby’ego 7/8 września 1971 r. przy użyciu utworów orkiestrowych nagranych 31 sierpnia 1971 r.
| Tytuł | Tytuł                                  | Długość |
| ----- | -------------------------------------- | ------- |
| 1.    | „A Time to Be Jolly”                   | 2:10    |
| 2.    | „I Sing Noel”                          | 2:45    |
| 3.    | „'Round and 'Round the Christmas Tree” | 2:34    |
| 4.    | „The First Family of Christmas”        | 3:10    |
| 5.    | „The Song of Christmas”                | 3:00    |

| Tytuł | Tytuł                               | Długość |
| ----- | ----------------------------------- | ------- |
| 6.    | „A Christmas Toast”                 | 2:51    |
| 7.    | „And the Bells Rang”                | 2:41    |
| 8.    | „Christmas Is”                      | 3:11    |
| 9.    | „When You Trim Your Christmas Tree” | 3:07    |
| 10.   | „Christmas Is Here to Stay”         | 4:05    |